# Goodyera seikomontana
Goodyera seikomontana là một loài thực vật có hoa trong họ Lan. Loài này được Yamam. mô tả khoa học đầu tiên năm 1932.